# 미국인 생쥐
양키 두들 쥐는 1943년 윌리엄 해나(William Hanna)와 조지프 바베라(Joseph Barbera)가 제작한 톰과 제리 시리즈 중 11번째 단편 애니메이션이며, 1943년 6월 26일에 공개되었다.
1943 아카데미상을 수상한 가장 짧은 애니메이션이다.

## 줄거리
톰은 지하실을 통해 제리를 쫓아가지만 제리는 쥐구멍("고양이 습격 대피소"라고 표시)으로 피한다. 톰은 구멍에 동료, 제리는 그의 얼굴에 쥐덫에서 토마토를 시작힐다. 제리는 벽을 올라가서 "암탉-수류탄"이라고 표시된 판지에서 소수의 알을 움켜 잡는다. 톰 닦 토마토 그의 얼굴, 그는 그 즉시에서 덮은 계란, 하나의 히트와 함께 눈을 떠나의 효력이 그를 입고 단경. Jerry는 샴페인 케이스에서 코르크를 쏘아 냄비만으로 고양이를 물 욕조에 두드려 그를 떠있게 한다. 마우스는 주걱에서 벽돌을 즉시 발사하여 냄비와 고양이를 모두 가라 앉힌다. 전쟁 communiqué 가 표시된다. 독서 "목격 고양이-같은 침몰. 서명, 제리 마우스 중위."
톰 접근 제리의 마우스 구멍을 망치와 그의 손에 있는 동안 제리는 사용하는 파이프로 임시 환경을 관찰하는;야생 이랩, 그는 대신에 열 다리미판 찬장을 전송,보드에 충돌 톰의 머리이다. 마우스를 요금 보드 아래에 지프에서 만든 치즈 강판에 부착된 롤러 스케이트,찢는 톰의 털로 그는 속도를 지난 후에는 지프로, 벽에 보내는 밀가루도 무너져 내렸다. 빨리 적응하는 상황, 제리 잡고 자루와 스프레드 임시에 밀가루 연막을 차단하는 톰의 비전이 없지만 제니다. 그는 반복적으로 전화하는 거 톰에서 후방 보드와 함께, 그러나 결국, 톰 땅에 떨어지면 마우스 그 때려 톰 네 번째 시간 전에 고양이가 아무것도 할 수 있고, 선도 잃어버린 세그먼트의 짧다.
이 후에는 손실 세그먼트, 톰, 지금 입고 그릇에서 헬멧으로 발생하고, 스틱의 다이너마이트로 제리는 사람,바로 그것을 다시 발생하는 톰;이 때까지 계속 제 걸리는 그것에서 톰을 자극하는 고양이를 훔치고 새로운 사이클을 때까지 계속 제 잎 톰 의기 양양하게 보유 폭발 스틱이다. 제리프로 차 곳을 탈출하는 고양이의 분노하지만, 톰고 하고 던졌 다른 폭죽으로 주전자,리 당황하지만, 산소가 부족와 마우스로 탈출을 통해 주둥이를 가진 폭발 없음. 의아해 고양이가 열립 주전자의 뚜껑고 스틱을 자체에 머리로 폭죽이 꺼 일으키는 톰의 색을 찾는 꽃과 같다.
계속하는 그 시도하지 마우스, 톰 출시 종이 비행기와 폭죽에 숨겨진 최고 있지만, 제리를 불면 그것을 다시 아래 톰 사람, 거의 관광 명소 폭죽이 전에 그것을 꺼지고 다시 흑에 얼굴이다. 제리는 식물의 거대한 스틱의 다이너마이트 뒤에 톰 고양이 그것을 보고 비명 소리에서는 공포까지 크로 분할 연속적으로 작은 지팡이를 연상 마트,인형으로 끝나는 소문자의 폭죽. 톰은 이것이 무해하다고 믿지만 다이너마이트는 강력하게 폭발한다.
제리고 다른 사람들과 공동으로 임시 비행기에서 유행하고 계란 판지 및 방울 속의 빛과 바나나는 그의 머리와 얼굴이다. 톰은 폭죽 발사기를 잡고 제리의 현재 무기가없는 비행기를 능숙하게 격추시킨다. 제리는 브래지어를 사용하여 비행기에서 낙하산을 타지 만 톰에 의해 다시 격추 당한다. 제리는 탈출하기 위해 마우스 구멍으로 경주하지만,톰은 구멍에 대포를 밀어 일곱 샷을 발사.
박격포구리를 통해 저장고,결국 그는 그 호스,그는 촬영 기관 같으로 다시 배럴의 톰 한다. 배럴이 폭발하여 톰이 대포의 나머지 부분을 자전거처럼 타고 나서 벽에 충돌한다. 회복,톰은 그가 다시 자신의 마우스 구멍에 다이빙을 시도로 꼬리에 그를 명중 제리에서 다트 총을 발사.
톰 잡고 제리의 넥타이를 점화켓;리는 척하는 데 도움이 자신이 묶여 있지만,알 수 없는 톰 그가 실제로 달아서 고양이의 손을 수 있다. 제리는 로프에서 나온다,그리고 의아해 톰은 제리가 그에게 파도 때까지 무슨 일이 있었는지 인식하지 않는다. 그는 퓨즈를 날려 버리려고 노력하지만 로켓은 하늘로 높이 쏘고 거기에서 폭발하여 미국의 별과 줄무늬를 형성한다. 제리는 자랑스럽게 깃발을 경례하고 최종 communiqué 가 표시되어 "더 많은 고양이를 보내십시오! 서명, 제리 마우스 중위."

## 이전편
쓸쓸한 생쥐(The Lonesome Mouse)

## 다음편
아기 고양이(Baby Puss)